# Jörg Bruder
Jörg Bruder (São Paulo, 16 novembre 1937 – Saulx-les-Chartreux, 11 luglio 1973) è stato un velista e insegnante brasiliano. Divenne il primo tre volte campione della Finn Gold Cup. Morì nel 1973 a Orly, vicino a Parigi, sul volo Varig 820 diretto alla capitale francese, mentre era in viaggio per partecipare alla quarta edizione della competizione.
Durante la Finn Gold Cup del 2003 a Rio de Janeiro, il Comitato Olimpico Brasiliano presentò all'International Finn Association un trofeo in onore di Bruder. Da allora, l'IFA utilizzò la Jörg Bruder Silver Cup per premiare i campioni del mondo della categoria juniores.

## Biografia
Noto per la sua brillante carriera velica, partecipò alle Olimpiadi del 1964, 1968 e 1972 e vinse due volte i Giochi panamericani. Bruder sviluppò barche in legno più leggere e con curve particolari, per poi sviluppare barche in alluminio, utilizzate da molti velisti finlandesi in tutto il mondo.
Bruder si classificò settimo nella competizione finlandese delle Olimpiadi del 1964, a cui seguì un nono posto alle Olimpiadi del 1968. Passò poi alla classe Star in coppia con Jan Aten per regare su "Buho Blanco" (BL 5217), una barca a vela acquistata in Messico. Vinsero le qualificazioni per il 7° campionato distrettuale e brasiliano di Star a Rio de Janeiro per le Olimpiadi. A luglio, furono campioni della Settimana di Kiel del 1972, regando contro altre 60 barche.
Durante le Olimpiadi di Kiel, i venti deboli dominarono i primi giorni. Poi la strage di Monaco interruppe la sequenza delle regate. Arrivati alla regata finale con buone probabilità di vincere la medaglia, Bruder e Aten conclusero al quarto posto assoluto.
(Dick Enersen, Restepping a Mast During a Regatta)
Fu anche campione nazionale brasiliano nella classe Snipe nel 1972.